# Ochlocknee
Ochlocknee és una població dels Estats Units a l'estat de Geòrgia. Segons el cens del 2000 tenia 605 habitants.

## Demografia
Segons el cens del 2000, Ochlocknee tenia 605 habitants, 230 habitatges, i 164 famílies. La densitat de població era de 248,5 habitants/km².
Dels 230 habitatges en un 27% hi vivien nens de menys de 18 anys, en un 54,8% hi vivien parelles casades, en un 13,5% dones solteres, i en un 28,3% no eren unitats familiars. En el 26,1% dels habitatges hi vivien persones soles el 14,3% de les quals corresponia a persones de 65 anys o més que vivien soles. El nombre mitjà de persones vivint en cada habitatge era de 2,61 i el nombre mitjà de persones que vivien en cada família era de 3,18.
Per edats la població es repartia de la següent manera: un 25,3% tenia menys de 18 anys, un 8,8% entre 18 i 24, un 27,3% entre 25 i 44, un 22,1% de 45 a 60 i un 16,5% 65 anys o més.
L'edat mediana era de 36 anys. Per cada 100 dones de 18 o més anys hi havia 87,6 homes.
La renda mediana per habitatge era de 23.750 $ i la renda mediana per família de 26.696 $. Els homes tenien una renda mediana de 21.442 $ mentre que les dones 18.750 $. La renda per capita de la població era de 10.112 $. Entorn del 23,4% de les famílies i el 27,5% de la població estaven per davall del llindar de pobresa.

## Poblacions més properes
El següent diagrama mostra les poblacions més properes.